# 霍氏蟾頭龜
霍氏蟾頭龜（學名：Mesoclemmys hogei）是中龜屬下的一種龜，只生活在巴西。